# 2023 en Azerbaïdjan
 (juillet 2024).
Chronologie de l'Azerbaïdjan
- 2019
- 2020
- 2021
- 2022
- 2023
- 2024
- 2025
- 2026
- 2027

2021 par pays en Asie - 2022 par pays en Asie - 2023 par pays en Asie - 2024 par pays en Asie - 2025 par pays en Asie
2021 en Europe - 2022 en Europe - 2023 en Europe - 2024 en Europe - 2025 en Europe
Cette page présente les faits marquants de l'année 2023 en Azerbaïdjan.

## Événements

### Janvier
- 5 janvier - Ilham Aliyev et Mehriban Aliyeva assistent à l'inauguration du Centre d'innovation STEAM à Bakou[1].

- 11 janvier : le ministre italien de la Défense, Guido Crosetto, se rend en Azerbaïdjan et rencontre Ilham Aliyev à Bakou[2]. Mukhtar Mammadov devient l'ambassadeur de l'Azerbaïdjan en Israël. Le nouvel ambassadeur de l'Azerbaïdjan à Cuba, Ruslan Rzayev, présente ses lettres de créance au président de Cuba, Miguel Díaz-Canel[3].

- 14 janvier : la nouvelle ambassadrice de l'Azerbaïdjan en France, Leyla Abdullayeva, présente ses lettres de créance au président de la France, Emmanuel Macron[4]. Le nouvel ambassadeur de l'Azerbaïdjan au Vatican, Ilgar Moukhtarov, présente ses lettres de créance au chef de l'Église catholique, le pape François.

- 15 janvier : Ilham Aliyev se rend aux Émirats arabes unis et rencontre le président des Émirats arabes unis, Mohammed ben Zayed Al Nahyane à Abou Dabi[5].
- 18 janvier : Ilham Aliyev et le président lituanien Gitanas Nausėda se rencontrent à Davos[6]. Ilham Aliyev et le président letton Egils Levits se rencontrent également à Davos[7].

- 29 janvier : Ilham Aliyev et Mehriban Aliyeva visitent la Hongrie[8]. L'ambassade de l'Azerbaïdjan en Iran cesse ses activités.

- 30 janvier : Ilham Aliyev et la présidente hongroise Katalin Novak se rencontrent à Budapest[9].

### Février
- 2 février : le président roumain Klaus Iohannis se rend en Azerbaïdjan. Ilham Aliyev et lui se rencontrent à Bakou[10]. Le nouvel ambassadeur de l'Azerbaïdjan en Algérie, Tural Hasanov, présente ses lettres de créance au président algérien, Abdelmadjid Tebboune[11].

- 3 février : la commissaire européenne chargée de l'énergie, Kadri Simson, se rend en Azerbaïdjan[12]. Ilham Aliyev et elle se rencontrent à Bakou[10],[13]. Le ministre italien de l'environnement et de la sécurité énergétique, Gilberto Pichetto Fratin, se rend en Azerbaïdjan. Ilham Aliyev et lui se rencontrent à Bakou[14]. Le groupe de travail Azerbaïdjan-Géorgie-Roumanie-Hongrie est créé.

- 6 février : un quartier général opérationnel est créé au ministère des Affaires étrangères en relation avec le tremblement de terre survenu à Kahramanmaraş et dans les provinces de Turquie[15].

- 7 février : Ilham Aliyev accepte les lettres de créance des nouveaux ambassadeurs du Congo, de la Namibie, du Viêt Nam et du Laos[16].

- 14 février : Igor Khovayev, représentant spécial du ministère russe des Affaires étrangères pour la normalisation des relations entre l'Azerbaïdjan et l'Arménie, se rend en Azerbaïdjan. Ilham Aliyev et Igor Khovayev ont une réunion à Bakou[17].

- 17 février : Ilham Aliyev se rend en Allemagne[18]. Le Forum des affaires Azerbaïdjan-Hongrie se tient à Budapest[19].

- 18 février : Ilham Aliyev rencontre, à Munich en Allemagne, le président du Kurdistan irakien Netchirvan Barzani, le président de la Banque européenne d'investissement (BEI), Werner Hoyer, le secrétaire d'État américain Antony Blinken, le Premier ministre arménien Nikol Pachinian et la secrétaire générale de l'OSCE, Helga Schmid. Les centres d'information touristique sont abolis[20],[21],[22].

- 24 février : le Forum d'affaires Azerbaïdjan-Ouzbékistan se tient à Tachkent, en Ouzbékistan[23].

- 25 février : Ilham Aliyev se rend en Turquie. Il rencontre le président turc Recep Tayyip Erdoğan à Istanbul. Le président de la Banque islamique de développement Muhammad Sulaiman Al Jasir se rend en Azerbaïdjan. Le ministre russe des Affaires étrangères Sergueï Lavrov arrive en Azerbaïdjan. Ilham Aliyev et lui ont une rencontre à Bakou[24]. Le vice-président cubain Salvador Valdés Mesa fait un voyage en Azerbaïdjan.

### Mars
- 9-11 mars : Forum mondial X de Bakou[25]

### Avril
- 28-30 avril : Grand Prix automobile d'Azerbaïdjan 2023 (Bakou)[26]

### Mai
- 25 mai : le président Ilham Aliyev participe à une réunion élargie du Conseil économique suprême eurasien à Moscou[27].

### Juin
- 20 juin : près de Gədəbəy, une manifestation de citoyens locaux a lieu, pour protester contre les activités minières, qui polluent le lac artificiel du village. Elle est réprimée par la police qui installe des points de contrôle aux entrées de la localité[28].

- 22-25 juin : Ve Conférence scientifique internationale des chercheurs dans le domaine de l'économie et de la gestion à Bakou.

### Juillet
- 14 juillet : le président azerbaïdjanais, Ilham Aliyev, rencontre le président du Conseil européen, Charles Michel.

- 29 juillet - 25 août : la Coupe du monde d'échecs 2023 se tient à Bakou[29].

### Août
- 27 août : l'équipe junior azerbaïdjanaise de judo remporte la première place aux Championnats du monde cadets de judo 2023[30].

### Septembre
- 19 septembre : les forces armées de l'Azerbaïdjan envahissent la république du Haut-Karabagh[31]. Plus de 100 000 Arméniens (plus de 80 % de la population de l'enclave) sont forcés de fuir et des commentateurs étrangers dénoncent un « nettoyage ethnique »[32].

- 20 septembre : les forces du Haut-Karabagh se rendent et la médiation russe aboutit à la signature d'un cessez-le-feu avec l'Azerbaïdjan[33]. Des premiers pourparlers de paix entre l'Azerbaïdjan et les dirigeants du Haut-Karabagh ont lieu dans la ville de Ievlakh[34].

- 27 septembre : l'ancien ministre d'État du Haut-Karabagh, Ruben Vardanian, est arrêté par les forces azerbaïdjanaises après avoir tenté de traverser la frontière avec l'Arménie[35].

- 28 septembre : le président du Haut-Karabagh, Samvel Chakhramanian, signe un décret prévoyant la dissolution de toutes les institutions de cet État à partir du 1er janvier 2024[36],[37].

### Novembre
- 8 novembre : le président azerbaïdjanais Ilham Aliyev se rend en Ouzbékistan pour participer au 16e Sommet de l'Organisation de coopération économique[38].

- 24 novembre : Bakou accueille le sommet des chefs d'État et de gouvernement des pays membres du SPECA, Programme spécial des Nations unies pour les économies d'Asie centrale[39].

- 27 novembre : l'Azerbaïdjan et la Géorgie signent un plan de coopération militaire[40].

### Décembre
- 8 décembre : l'Arménie et l'Azerbaïdjan conviennent d'échanger des prisonniers de guerre et de travailler à un traité de paix pour mettre officiellement fin au conflit du Haut-Karabagh et normaliser leurs relations[41].

## Décès
- 9 avril : Azer Pacha Nematov, artiste
- 11 juillet : Fazil Nadjafov, sculpteur
- 28 septembre : Ganira Pachayeva, femme politique
- 12 novembre : Rahim Huseynov, personnalité politique
- 18 novembre : Akif Asgarov, sculpteur
- 14 décembre : Ramiz Malik, acteur